# Надувная кукла (фильм)
«Надувная кукла» (яп. 空気人形 ку:ки нингё:, англ. Air Doll) — кинофильм режиссёра Хирокадзу Корээды, вышедший на экраны в 2009 году. Экранизация одноимённой манги Ёсииэ Годы. Лента принимала участие в конкурсной программе Чикагского кинофестиваля и программе «Особый взгляд» Каннского кинофестиваля. Исполнительница главной роли Пэ Ду На за свою работу была номинирована на премию Японской Киноакадемии и премию Asian Film Awards.

## Сюжет
Нодзоми — надувная кукла, служащая для удовлетворения сексуальных потребностей мужчины средних лет по имени Хидэо. Однажды утром, после его ухода на работу, Нодзоми оживает и принимается исследовать окружающий мир. Зайдя случайно в магазин, торгующий видеофильмами, она устраивается на работу и проводит здесь дни, а по вечерам возвращается к ничего не подозревающему Хидэо. Вскоре Нодзоми влюбляется в своего коллегу по работе Дзюнъити, что порождает в её душе множество вопросов о том, что значит жить и любить…

## В ролях
- Пэ Ду На — Нодзоми, надувная кукла
- Арата — Дзюнити
- Ицудзи Итао — Хидэо
- Джо Одагири — Сонода, мастер-кукольник
- Дзюнко Фудзи — Тиёко, вдова
- Рё Ивамацу — владелец магазина
- Масая Такахаси — Кэйити, старик
- Сусуму Тэрадзима — Тодороки, полицейский
- Кимико Ё — Ёсико